# Station Błonie
Station Błonie is een spoorwegstation in de Poolse plaats Błonie.